# Nöthen
Nöthen ist ein Stadtteil von Bad Münstereifel im Kreis Euskirchen, Nordrhein-Westfalen.

## Geographie

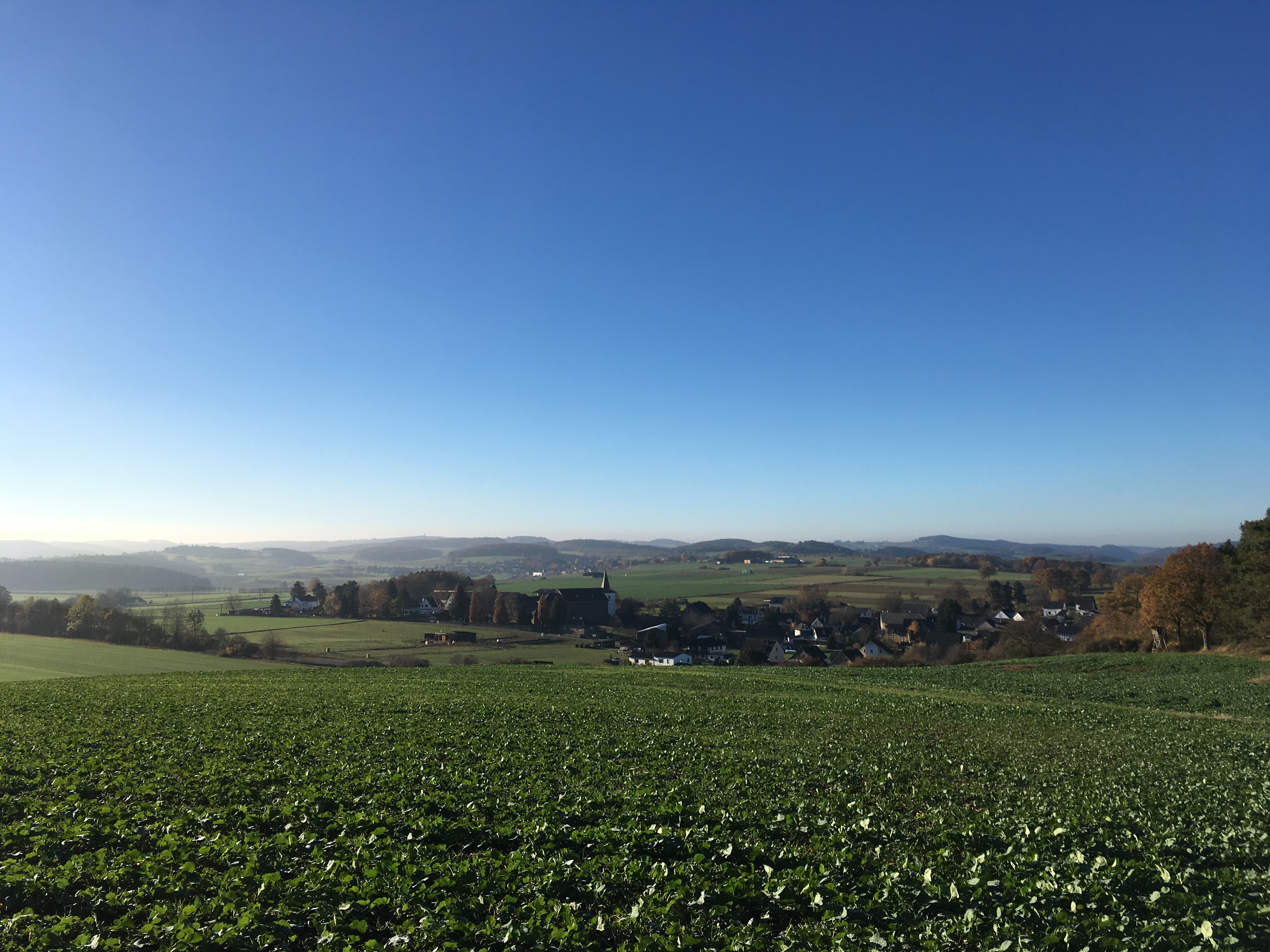
Nöthen und Umgebung im November 2018

Der Ort liegt westlich der Altstadt von Bad Münstereifel. Die zwischen Gilsdorf und Nöthen verlaufende Landesstraße 206 trifft in einem Kreisel am nördlichen Rand von Nöthen auf die von Bad Münstereifel nach Mechernich-Breitenbenden führende Landesstraße 165. Der Eschweilerbach fließt durch den zur Gemarkung Nöthen gehörenden Ort Gilsdorf weiter zur Nöthener Mühle nördlich von Nöthen.

## Geschichte
In der Gemarkung Nöthen wurde ein aus römischer Zeit stammendes Matronenheiligtum ausgegraben, der sogenannte Heidentempel. Schon in einer Urkunde von Kaiser Lothar I. aus dem Jahre 846 wird ein Bach mit dem Namen notinna erwähnt. Bei dem Bach handelt es sich wahrscheinlich um den Nöthenerbach, der in den Eschweilerbach fließt.
Der Ort wurde 893 erstmals im Prümer Urbar als notine urkundlich erwähnt; die Abtei besaß zu dieser Zeit in Nöthen einen Fronhof. Die Rechte wurden zu einem späteren Zeitpunkt an die Stiftskirche St. Chrysanthus und Daria abgegeben. Im Jahr 1115 wurde der Besitz der Filialkirche sowie des Zehnt bestätigt. Nach dem Übergang in den Einflussbereich der Herzöge von Jülich bildete der Ort gemeinsam mit Gilsdorf eine Honnschaft. Im Zuge der Gerichtsreform musste der Ort die Gerichtsbarkeit in den Jahren 1554/1555 nach Bad Münstereifel abgeben.
1802 wurde Nöthen zur eigenständigen Pfarre erhoben. Von 1816 bis 1969 war Nöthen gemeinsam mit Gilsdorf eine selbständige Gemeinde. 1911 ließ die Kirchengemeinde einen Vorgängerbau abreißen und errichtete in den Jahren 1912 und 1913 einen Neubau.
Am 1. Juli 1969 wurde Nöthen nach Bad Münstereifel eingemeindet. Zuvor gehörte der Ort dem Landkreis Schleiden an. Die Pfarre gehört seit 1994 zum Pfarrverbund Holzheim/Harzheim/Nöthen.

## Kultur und Sehenswürdigkeiten

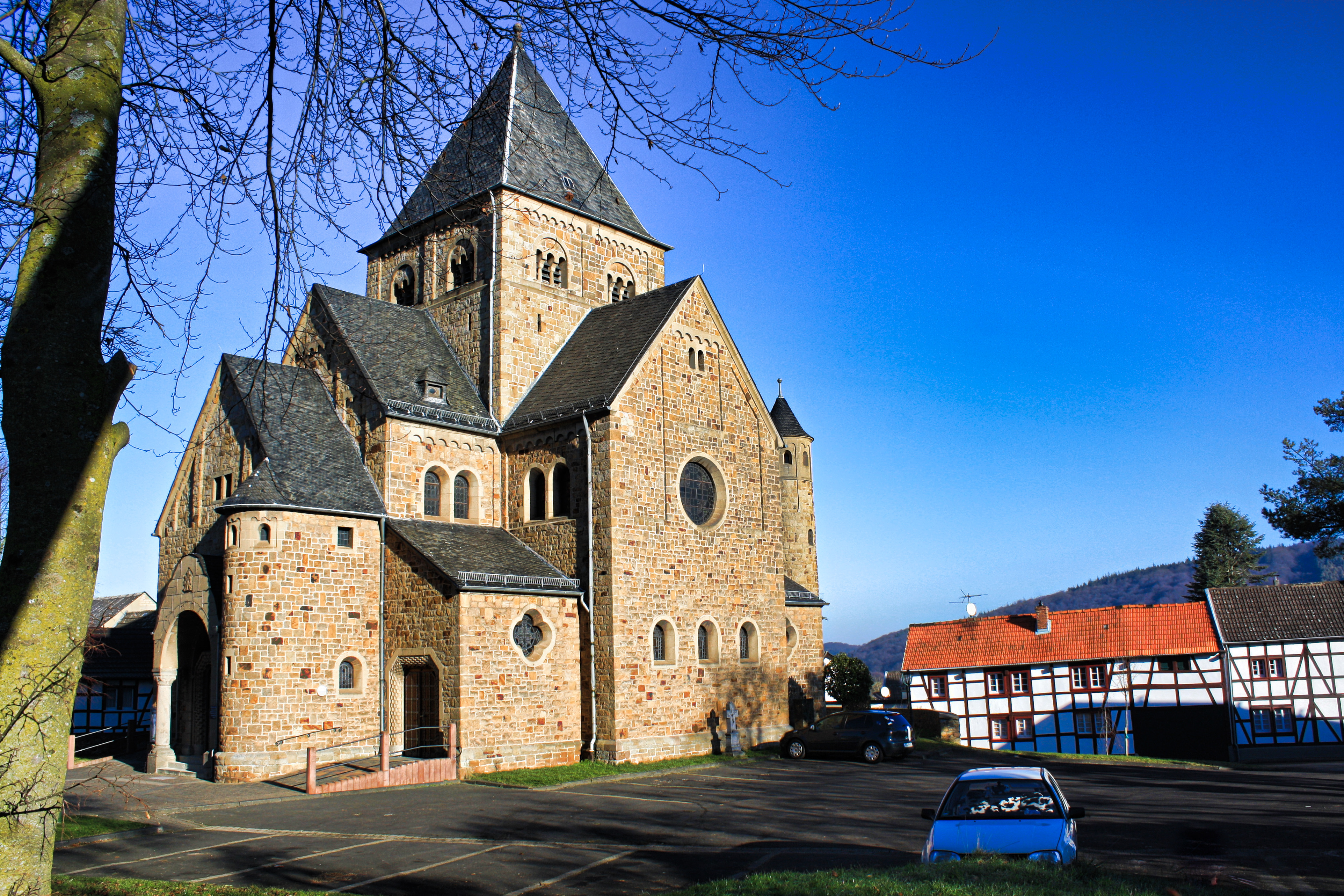
St. Willibrord

- St. Willibrord: Die Pfarrkirche ist dem heiligen Willibrord geweiht.[4][7] Eine aus dem Mittelalter stammende dreischiffige Kirche wurde ab 1912 nach den Plänen von Eduard Endler durch einen Neubau ersetzt.[8] Die neue Kirche wurde 1913 geweiht.[9] Sie ist eine dreischiffige Bruchsteinbasilika mit Querschiff und hat 200 Sitz- und 200 Stehplätze.[9][10]
- Das Dorf hat noch viele Fachwerkhäuser.
- In Nöthen begann die Römerstraße nach Weilerswist.
- Im Dorf gibt es eine Kleinkunstbühne Kulturstall, die gleichzeitig die Heimatbühne der Kabarettistin und Schauspielerin Eva Eiselt ist.[11]

## Wirtschaft und Verkehr
Im Ort gibt es einen Kindergarten, eine Bäckerei, eine Pension, sowie im Gebäude der ehemaligen Raiffeisenbank einen Getränkemarkt mit angrenzendem Bistro.
Die VRS-Buslinie 821 der RVK verbindet den Ort mit Bad Münstereifel und Nettersheim, überwiegend als TaxiBusPlus im Bedarfsverkehr.
| Linie | Verlauf |
| ----- | --- |
| 821   | MiKE (außer im Schülerverkehr): Bad Münstereifel Bf – Bad Münstereifel Eifelbad – Nöthen – Gilsdorf – Pesch – Zingsheim – Nettersheim Bf |